# Зимонсвалд
Зимонсвалд (њем. Simonswald) општина је у њемачкој савезној држави Баден-Виртемберг. Једно је од 24 општинска средишта округа Емендинген. Према процјени из 2010. у општини је живјело 3.045 становника. Посједује регионалну шифру (AGS) 8316042.

## Географски и демографски подаци
Зимонсвалд се налази у савезној држави Баден-Виртемберг у округу Емендинген. Општина се налази на надморској висини од 360 метара. Површина општине износи 74,3 km². У самом мјесту је, према процјени из 2010. године, живјело 3.045 становника. Просјечна густина становништва износи 41 становника/km².

## Међународна сарадња
| Мјесто  | Држава               | Врста сарадње | Од    |
| ------- | -------------------- | ------------- | ----- |
| Вортинг | Уједињено Краљевство | партнерство   | 1997. |
| Извор   |                      |               |       |